# 大麥地文化
大麥地文化來源於位於中國寧夏衛寧北山的小村落大麥地。其附近有著名的賀蘭山岩畫，屬於岩畫密集區域。在大麥地遺址發現了諸多舊石器時代的痕跡。

## 群體岩畫
1988年，有地質工作者在進行地質在此調查時發現了大量岩畫。後經整理，共發現達面積15平方公里，岩畫3000多組，展現個體形象8453個。其中的群體性場面更多，如表現放羊群、圍獵、動物爭鬥等，都是狩獵與遊牧生活的寫照。

## 文字符號
在2003年收集和整理中，發現了大麥地岩畫中存在大量的似文似圖的符號，這些符號已經具有象形、表意功能，同時具有一定的穩定性，特別是由單個符號組成複合式符號。這些符號是否是中國最古老的象形文字，還有待於進一步研究。

## 年代历史
根据丽石黄衣测年，岩画专家测得大麦地岩画早期距今13000 到10000 年，中期距今约10000年到4000年，最早的岩画在旧石器时代至新石器时代之间。但要注意两点，首先地衣测年的误差范围较大，在其实践中多用于第四纪地质年代，而不宜用于一万年以内的年轻测年，因为地质年代整个年代总数较大，即使上千年的误差，亦可忽略不计；其次地衣在生长过程中受环境的影响很大，所以单独的地衣测年是不足为凭的，必须在一个已经建立起的较大范围地区地衣年代数据系统中进行对比分析后，才能形成较为准确的年代结论。